# Ишимбаева, Лидия Сергеевна
Лидия Сергеевна Ишимбаева (11 мая 1924 — 26 августа 1998, Москва) — телевизионный режиссёр.

## Биография
Родилась в семье Сергея Алексеева — режиссёра театра и кино и Вера Бернардовна Алексеева-Закс — актрисы театра.
Во время Великой Отечественной войны уехала с родителями в Челябинск с Малым театром, в котором работал её отец. Там, заочно окончив школу и работая на челябинском тракторном заводе, она поступила в филиал училища им. Щепкина.
Вернувшись в Москву после войны окончила училище и вышла замуж за Рауфа Шакировича Ишимбаева. После рождения дочерей — Елены (1946) и Марины (1951) с 1954 года начала работать на центральном телевидении, пройдя путь от помощника режиссёра до телевизионного режиссёра.
Режиссёрский дебют — телефильм «Кто виноват?».
Была одним из ведущих телевизионных режиссёров в редакции литературно-драматических программ Центрального телевидения СССР. Именно её и А. Казьмину как высококлассных телевизионных режиссёров назвал в одном из своих интервью Ю. Завадский:

Мне кажется, что телевизионные режиссёры, наиболее одарённые, серьёзно относящиеся к своему делу, начинают понемножку приближаться к возможности создания значительного искусства телевизионного спектакля.
— Каширникова Эмилия Андреевна Телеспектакли
Всеволод Шиловский отмечал: «Она была пионером телевидения — громадной культуры человек, громадной…».
В Москве жила по адресу: Спиридоньевский переулок, дом 8.
Похоронена на Ваганьковском кладбище (39 уч.).

## Спектакли
- «Фауст» (постановка Е. Симонова, 1969)
- «Улица ангела» (постановка И. Анисимовой-Вульф, 1969)
- «Солярис» (постановка Б. Ниренбурга, 1968)
- «День за днём» (телеспектакль, постановка В. Шиловского, 1971)
- «Записки Пиквикского клуба» (постановка Прошкина, 1972)
- «Мораль пани Дульской» (постановка М. Розовского, 1978)
- «Вечер старинных русских водевилей» (постановка Е. Симонова, 1978)
- «Повести Белкина. Выстрел» (постановка П. Н. Фоменко, 1981)
- «Театральные встречи» (множество выпусков)